# Equitazione ai Giochi della VIII Olimpiade - Dressage individuale
La competizione del dressage individuale di equitazione dai Giochi della VIII Olimpiade si è svolta il giorno 26 luglio allo Stadio di Colombes.

## Classifica finale
| Pos.    | Binomio                     | Binomio        | Nazione        | Punti Giudici      | Punti Giudici          | Punti Giudici     | Punti Giudici     | Punti Giudici       | Totale | Media Punti |
| Pos.    | Cavaliere                   | Cavallo        | Nazione        | Francia (bandiera) | Paesi Bassi (bandiera) | Svezia (bandiera) | Belgio (bandiera) | Svizzera (bandiera) | Totale | Media Punti |
| ------- | --------------------------- | -------------- | -------------- | ------------------ | ---------------------- | ----------------- | ----------------- | ------------------- | ------ | ----------- |
| Oro     | Ernst Linder                | Piccolomini    | Svezia         | 283                | 278                    | 277               | 272               | 272                 | 1382   | 276,4       |
| Argento | Bertil Sandström            | Sabel          | Svezia         | 279                | 279                    | 277               | 274               | 270                 | 1379   | 275,8       |
| Bronzo  | Xavier Lesage               | Plumard        | Francia        | 283                | 265                    | 255               | 265               | 261                 | 1329   | 265,8       |
| 4       | Wilhelm von Essen           | Zobel          | Svezia         | 256                | 261                    | 267               | 256               | 260                 | 1300   | 260,0       |
| 5       | Victor Ankarcrona           | Corona         | Svezia         | 239                | 267                    | 255               | 250               | 272                 | 1283   | 256,6       |
| 6       | Emanuel Thiel               | Ex             | Cecoslovacchia | 258                | 273                    | 231               | 242               | 277                 | 1281   | 256,2       |
| 7       | Robert Wallon               | Magister       | Francia        | 258                | 244                    | 235               | 236               | 243                 | 1216   | 243,2       |
| 7       | Hans von der Weid           | Uhlard         | Svizzera       | 212                | 273                    | 215               | 233               | 283                 | 1216   | 243,2       |
| 9       | Georges Serlez              | Chong          | Belgio         | 238                | 242                    | 245               | 244               | 241                 | 1210   | 242,0       |
| 10      | Louis Saint-Fort Paillard   | Roitelet VI    | Francia        | 256                | 236                    | 220               | 226               | 247                 | 1185   | 237,0       |
| 11      | František Donda             | Elan           | Cecoslovacchia | 251                | 254                    | 228               | 206               | 241                 | 1180   | 236,0       |
| 12      | Arthur von Pongracz         | Aberta         | Austria        | 246                | 243                    | 216               | 218               | 248                 | 1171   | 234,2       |
| 13      | Joseph Stevenart            | Paillasse      | Belgio         | 241                | 237                    | 229               | 231               | 228                 | 1166   | 233,2       |
| 14      | Jan van Reede               | Slieve-Gallion | Paesi Bassi    | 220                | 262                    | 202               | 210               | 266                 | 1160   | 232,0       |
| 15      | Antoine Bourcier            | Valentin       | Francia        | 258                | 205                    | 231               | 241               | 205                 | 1140   | 228,0       |
| 16      | Adolphe Mercier             | Knabe          | Svizzera       | 212                | 226                    | 214               | 215               | 251                 | 1118   | 223,6       |
| 17      | Vladimir Stoychev           | Pan            | Bulgaria       | 213                | 258                    | 197               | 191               | 242                 | 1101   | 220,2       |
| 18      | Otto Schöniger              | Fefé           | Cecoslovacchia | 222                | 229                    | 206               | 211               | 207                 | 1075   | 215,0       |
| 19      | Jaroslav Hanf               | Elégant        | Cecoslovacchia | 213                | 235                    | 193               | 193               | 233                 | 1067   | 213,4       |
| 20      | Werner Stuber               | Queen-Mary     | Svizzera       | 191                | 229                    | 196               | 203               | 212                 | 1031   | 206,2       |
| 21      | Charles Schlumberger        | Kincses        | Svizzera       | 177                | 206                    | 190               | 171               | 203                 | 947    | 189,4       |
| 22      | Dagobert von Sekullic-Vrich | Shagyax        | Austria        | 156                | 217                    | 153               | 160               | 213                 | 899    | 179,8       |
| 23      | Roger Delrue                | Kwango         | Belgio         | 164                | 184                    | 155               | 169               | 182                 | 854    | 170,8       |
| 24      | Vladimir Seunig             | Benita         | Jugoslavia     | 179                | 175                    | 152               | 149               | 183                 | 838    | 167,6       |